# هجليج (السودان)

مدينة هجليج (بالإنجليزية: Heglig) هي مدينة سودانية تقع في ولاية جنوب كردفان في جمهورية السودان قرب الحدود مع دولة جنوب السودان، وتبعد نحو 45 كلم إلى الغرب من منطقة أبيي بولاية جنوب كردفان السودانية.

## أصل التسمية
الهجليج هو نبات ينمو في المناطق شبه الصحراوية في الشرق الأوسط والسافانا الجافة بإفريقيا، خاصة في السودان وهو لفظ عربي يرادف كلمة desert dates أي (تمر الصحراء) باللغة الإنجليزية واسمه العلمي اللاتيني Balanites aegyptiaca ومن أنواعه الهجليج المصري والهجليج السوداني المعروف محلياً باسم اللالوب، ويشكل غذاء مفضلا لدى الإبل في السودان وتستخدم ثماره في الطب البلدي ومن الممكن تناوله كثمار برية وتستخدم نواته الصلبة بعد ثقبها كحبّات أو خرز مسبحة لدى المتصوفة وغيرهم. وسميت المنطقة بهذا الاسم لتواجد أشجار الهجليج بكثرة فيها.

## النفط في هجليج
تقع هجليج في حوض المجلد وهو حوض إخدودي يحتوي على معظم احتياطي النفط السوداني المؤكد، وتعتبر من المناطق الغنية بالنفط والمهمة بالنسبة للاقتصاد السوداني، حيث توجد بها قرابة 75 بئراً من النفط تغذي الاقتصاد السوداني.
توجد في هجليج المنشآت الرئيسية لمعالجة ونقل النفط في كل من السودان وجنوب السودان على السواء، ففيها محطة ضخ النفط الرئيسية، ومحطة معالجة خام النفط الرئيسية، وخزانات للوقود الخام بسعة تزيد عن 400 ألف برميل، ونحو 19 معسكرا لموظفي الشركات العاملة في مجال النفط المحلية منها والأجنبية، بالإضافة إلى محطة لتوليد الكهرباء تغذي كافة حقول النفط في المنطقة ومستودع للمعدات النفطية.
تم تطوير حقل هجليج النفطي في عام 1996 م من قِبل شركة أراكيس للطاقة والتي اندمجت تحت شركة تليسمان الكندية للطاقة لاحقاً. ويدار الحقل حالياً من قِبل شركة النيل الكبرى لعمليات البترول (GNPOC)، وهي كونسورتيوم يضم شركات صينية وماليزية وهندية وسودانية وبنتج الحقل 60 الف برميل يومياً  وتتوقع الشركة أن يرتفع الإنتاج إلى 70 الف برميل يومياً عند تطبيق خططها لزيادة الإنتاج.
ويمتد من هجليج أنبوب للنفط بطاقة 450 ألف برميل يوميا لمسافة ألف ميل من حوض المجلد إلى ميناء بشائر في بورتسودان حيث يتم تصديره إلى دول مثل الصين. وقد تم تمديد الخط إلى جنوب السودان لينقل أيضاً نفط الوحدة والحقول الصغيرة المجاورة لهما.

## السكان
تعتبر هجليج بوابة رئيسية لولايات جنوب وشمال كردفان وشرق وجنوب دارفور، حيث تقطنها جماعات من قبائل هذه الولايات ومن بينهم قبائل المسيرية والرزيقات وقد ساهم وجود شركات النفط بالمدينة في توافد الكثيرين إليها وفي تنميتها وفي تخفيف حدة البطالة في كثير مما جاورها من مناطق.